# Власюк Дмитро Ілліч
Дмитро́ Іллі́ч Власю́к (*25 травня (7 червня) 1902, Одеса — †18 лютого 1994, Харків) — театральний художник, педагог. Член Харківської організації Спілки художників України (1945)

## Життєпис
Протягом 1918—1921 років жив в селі Біліївка (сучасний Володарський район (Київська область)), звідки родом його батько. Працював вчителем у народній школі села Петрашівка. В 1921–1927 роках навчався у Київському художньому інституті — учень В. Г. Меллера.
Його роботи почали експонуватися на виставках з 1924 р., на республіканських та міжнародних — з 1927 року.
У 1926–1928 роках працював у театрі «Березіль» художником — у Києві та Харкові, працював з Євгеном Товбіним.
В 1929–1941 роках — художник у харківському Дитячому театрі.
Починаючи 1931 роком вів педагогічну роботу.
З 1949 року викладач Харківського театрального інституту, доцент, в 1961–1963 рр. — його ректор до остаточної ліквідації. Після створення Харківського державного інституту мистецтв (нині Харківський національний університет мистецтв імені І. П. Котляревського) працював у ньому доцентом кафедри історії театру і доцентом кафедри режисури (1963—1974). Викладав дисципліни «Історія образотворчого мистецтва», «Художнє оформлення сцени».
Від 1924 року брав участь у міжнародних та республіканських виставках.
Роботи художника зберігаються в Музеї театрального, музичного та кіномистецтва України.
Автор спогадів про Леся Курбаса.

## Театральні роботи
Оформлював вистави у театрах Харкова, Києва, Одеси, Сталіно (Донецьк), Мінська.
Серед них спектаклі в Харківському театрі ім. Т. Г. Шевченка:
- 1932 — «Плацдарм» М. Ірчана,
- 1936 — «Васса Желєзнова» М. Горького,
- 1938 — «Гроза» О. Островського ,
- 1947 — «Єгор Буличов та інші» М. Горького,
- 1952 — «Любов на світанку» Я. Галана,
- у київському театрі ім. І. Я. Франка — «Хазяїн» І. Карпенка-Карого, 1939. Пост. А. Бучми[2].
- у театрі ім. Янки Купали (Мінськ) — «В степах України» О. Корнійчука, 1940.